# Тёрнер, Эйдан
Э́йдан Тёрнер (англ. Aidan Turner, род. 19 июня 1983, Клондолкин, Южный Дублин) — ирландский актёр.

## Биография

### Ранние годы
Эйдан Тёрнер родился и вырос в городе Клондолкине в Южном Дублине в Ирландии. В 2004 году окончил школу актёрского мастерства The Gaiety School of Acting в районе Темпл-Бар Дублина.

### Карьера
С 2007 года Тернер сыграл около 30 ролей в кино и на телевидении.
Наибольшую известность получил благодаря ролям Данте Габриэля Россетти в «Отчаянных романтиках», вампира Митчелла в сериале BBC «Быть человеком» и Кили в трилогии «Хоббит».
Состоит в агентстве The Lisa Richards Agency UK.

### Личная жизнь
Состоял в отношениях с актрисами Индией Вискер (2004), Шарлин Маккенна (2007—2009), Леонорой Кричлоу (2009—2011) и Сарой Грин (2011—2015).
С 2018 года состоит в отношениях с американской актрисой Кэйтлин Фицджеральд. В 2020 году они поженились. В 2022 году у них родился ребенок.

## Фильмография
| Год       |     | Русское название                                        | Оригинальное название                          | Роль                    |
| --------- | --- | ------------------------------------------------------- | ---------------------------------------------- | ----------------------- |
| 2007      | с   | Тюдоры                                                  | The Tudors                                     | Бедоли                  |
| 2007      | кор | Шум толпы                                               | The Sound of People                            | отец                    |
| 2007      | кор | Маттерхорн                                              | Matterhorn                                     | Теодоро                 |
| 2008      | ф   | Тревога                                                 | Alarm                                          | Мэл                     |
| 2008—2009 | с   | Клиника                                                 | The Clinic                                     | Рори Макгоуэн           |
| 2009—2011 | с   | Быть человеком                                          | Being human                                    | Джон Митчелл            |
| 2009      | с   | Отчаянные романтики                                     | Desperate Romantics                            | Данте Габриэль Россетти |
| 2011      | тф  | Хэтти                                                   | Hattie                                         | Джон Скофилд            |
| 2012      | ф   | Хоббит: Нежданное путешествие                           | The Hobbit: An Unexpected Journey              | Кили                    |
| 2013      | ф   | Орудия смерти: Город костей                             | The Mortal Instruments: City of Bones          | Люк Гарроуэй            |
| 2013      | ф   | Хоббит: Пустошь Смауга                                  | The Hobbit: The Desolation of Smaug            | Кили                    |
| 2014      | ф   | Хоббит: Битва Пяти Воинств                              | The Hobbit: The Battle of the Five Armies      | Кили                    |
| 2015      | с   | И никого не стало                                       | And Then There Were None                       | Филипп Ломбард          |
| 2015—2019 | с   | Полдарк                                                 | Poldark                                        | Росс Полдарк            |
| 2016      | ф   | Скрижали судьбы                                         | The Secret Scripture                           | Джек Энеас              |
| 2017      | ф   | Ван Гог. С любовью, Винсент                             | Loving Vincent                                 | лодочник                |
| 2018      | ф   | Человек, который убил Гитлера и затем снежного человека | The Man Who Killed Hitler and Then the Bigfoot | молодой Кэлвин Барр     |
| 2019      | ф   | Любовь слепа                                            | Love Is Blind                                  | Рассел Хэнк             |
| 2019      | ф   | Последняя планета                                       | The Last Planet                                | Святой Андрей           |
| 2021      | с   | Леонардо                                                | Leonardo                                       | Леонардо да Винчи       |
| 2024      | с   | Соперники                                               | Rivals                                         | Деклан О’Хара           |

## Награды и номинации
- 2013 — номинация на премию «Online Film & Television Association Award» в категории «Лучшая песня» («Хоббит: Нежданное путешествие»).
- 2014 — премия «Империя» в категории «Лучший мужской дебют» («Хоббит: Пустошь Смауга»)[8].
- 2018 — номинация на премию «TV Choice Award» в категории «Лучший актер» («Полдарк»)
- 2018 — номинация на премию «BroadwayWorld UK Awards» в категории «Лучший актер» (театральная пьеса «Лейтенант с острова Инишмор»)
- 2018 — премия Joe Allen Best West End Debut Awards в категории «Дебют» (театральная пьеса «Лейтенант с острова Инишмор»)
- 2019 — номинация на премию «TV Choice Award» в категории «Лучший актер» («Полдарк»)
- 2019 — премия WhatsOnStage в категории «Лучший актер» (театральная пьеса «Лейтенант с острова Инишмор»)